# جيمس غارفي
جيمس غارفي (بالإنجليزية: James Donald Garvey, Jr.)‏ هو محامي أمريكي، ولد في مارس 1964 في نيو أورلينز في الولايات المتحدة.